# Końcewo
Końcewo (niem. Konzewen, 1938–1945 Warnold) – wieś w Polsce, w sołectwie Końcewo, położona w województwie warmińsko-mazurskim, w powiecie piskim, w gminie Ruciane-Nida.
W latach 1975–1998 miejscowość administracyjnie należała do województwa suwalskiego.
Są dwie legendy dotyczące pochodzenia nazwy wsi Końcewo.
Pierwsza dotyczy mieszkańców Głodowa. Na zimę gromadzili oni ryby jako zapasy. Często bywało tak, że zima była długa i zapasy się kończyły, natomiast we wsi obok, tuż za lasem były pola, bo żyli tam rolnicy i są lepsze gleby.Ta wieś to właśnie Końcewo.
Druga legenda mówi o epidemii dżumy, która panowała w tamtych okolicach, natomiast we wsi Końcewo skończyła się ta epidemia.